# Wahlkreis Spandau 4
Der Wahlkreis Spandau 4 ist ein Abgeordnetenhauswahlkreis in Berlin. Er gehört zum Wahlkreisverband Spandau und umfasst die Gebiete Staaken und Falkenhagener Feld/Süd.

## Abgeordnetenhauswahl 2023
Bei der Wahl zum Abgeordnetenhaus von Berlin 2023 traten folgende Kandidaten an:
| Name                              | Partei           | Anteil der Erststimmen | Anteil der Zweitstimmen |
| --------------------------------- | ---------------- | ---------------------- | ----------------------- |
| Heiko Melzer                      | CDU              | 45,3 %                 | 43,9 %                  |
| Hannah Erez-Hübner                | SPD              | 23,0 %                 | 21,2 %                  |
| Andreas Scheil                    | AfD              | 11,4 %                 | 11,3 %                  |
| Maurice Lange                     | Grüne            | 07,3 %                 | 07,8 %                  |
| Susanne Fischer                   | Tierschutzpartei | 03,8 %                 | 03,2 %                  |
| Sabine Znanewitz                  | FDP              | 03,6 %                 | 04,1 %                  |
| Lars Leschewitz                   | Die Linke        | 03,2 %                 | 03,5 %                  |
| Andreas Kübert                    | Die PARTEI       | 01,4 %                 | 01,0 %                  |
| Richard Reich                     | dieBasis         | 00,6 %                 | 00,4 %                  |
| Lucia Bunte                       | Einzelbewerberin | 00,3 %                 | 0–                      |
| –                                 | Sonstige         | –                      | 03,6 %                  |
| Wahlberechtigte: 30.986 Einwohner |                  |                        |                         |
| Wahlbeteiligung: 59,9 %           |                  |                        |                         |

## Abgeordnetenhauswahl 2021
Bei der im Nachhinein für ungültig erklärten Wahl zum Abgeordnetenhaus von Berlin 2021 traten folgende Kandidaten an:
| Name                              | Partei           | Anteil der Erststimmen | Anteil der Zweitstimmen |
| --------------------------------- | ---------------- | ---------------------- | ----------------------- |
| Heiko Melzer                      | CDU              | 31,2 %                 | 29,9 %                  |
| Hannah Erez-Hübner                | SPD              | 29,0 %                 | 26,6 %                  |
| Andreas Scheil                    | AfD              | 10,8 %                 | 10,5 %                  |
| Maurice Lange                     | Grüne            | 08,9 %                 | 09,2 %                  |
| Sabine Znanewitz                  | FDP              | 07,4 %                 | 07,7 %                  |
| Susanne Fischer                   | Tierschutzpartei | 04,6 %                 | 02,7 %                  |
| Lars Leschewitz                   | Die Linke        | 04,3 %                 | 04,6 %                  |
| Erik Brähmer                      | Die PARTEI       | 01,8 %                 | 01,3 %                  |
| Richard Reich                     | dieBasis         | 01,6 %                 | 01,0 %                  |
| Lucia Bunte                       | Einzelbewerberin | 00,5 %                 | 0–                      |
| –                                 | Team Todenhöfer  | –                      | 01,1 %                  |
| –                                 | Sonstige         | –                      | 05,4 %                  |
| Wahlberechtigte: 31.422 Einwohner |                  |                        |                         |
| Wahlbeteiligung: 72,2 %           |                  |                        |                         |

## Abgeordnetenhauswahl 2016
Bei der Wahl zum Abgeordnetenhaus von Berlin 2016 traten folgende Kandidaten an:
| Name                              | Partei           | Anteil der Erststimmen | Anteil der Zweitstimmen |
| --------------------------------- | ---------------- | ---------------------- | ----------------------- |
| Heiko Melzer                      | CDU              | 30,4 %                 | 27,1 %                  |
| Burgunde Grosse                   | SPD              | 30,1 %                 | 27,0 %                  |
| Erik Semler                       | AfD              | 17,1 %                 | 17,1 %                  |
| Rudolf Königer                    | Grüne            | 06,7 %                 | 07,4 %                  |
| Fabian Eichentopf                 | FDP              | 06,6 %                 | 06,9 %                  |
| Lars Leschwitz                    | Die Linke        | 06,0 %                 | 06,3 %                  |
| Sebastian Hölzel                  | Piraten          | 02,0 %                 | 01,3 %                  |
| Viktoria Ziemer                   | ProD             | 01,1 %                 | 00,6 %                  |
| –                                 | Tierschutzpartei | 0–                     | 02,5 %                  |
| –                                 | Graue Panther    | 0–                     | 01,4 %                  |
| –                                 | Die PARTEI       | 0–                     | 01,0 %                  |
| –                                 | Sonstige         | 0–                     | 01,4 %                  |
| Wahlberechtigte: 32.755 Einwohner |                  |                        |                         |
| Wahlbeteiligung: 66,1 %           |                  |                        |                         |

## Abgeordnetenhauswahl 2011
Bei der Wahl zum Abgeordnetenhaus von Berlin 2011 traten folgende Kandidaten an:
| Name                              | Partei           | Anteil der Erststimmen | Anteil der Zweitstimmen |
| --------------------------------- | ---------------- | ---------------------- | ----------------------- |
| Heiko Melzer                      | CDU              | 41,1 %                 | 36,5 %                  |
| Burgunde Grosse                   | SPD              | 35,8 %                 | 31,4 %                  |
| Rudolf Königer                    | Grüne            | 10,6 %                 | 10,9 %                  |
| Brigitte Schilling                | Die Linke        | 04,3 %                 | 04,0 %                  |
| Mario Malonn                      | Pro Deutschland  | 03,7 %                 | 01,8 %                  |
| Hans-Ulrich Pieper                | NPD              | 02,5 %                 | 02,2 %                  |
| Kai Gersch                        | FDP              | 02,0 %                 | 02,0 %                  |
| –                                 | Piraten          | –                      | 06,9 %                  |
| –                                 | Tierschutzpartei | –                      | 01,7 %                  |
| –                                 | Sonstige         | –                      | 02,6 %                  |
| Wahlberechtigte: 33.123 Einwohner |                  |                        |                         |
| Wahlbeteiligung: 60,3 %           |                  |                        |                         |

## Abgeordnetenhauswahl 2006
Bei der Wahl zum Abgeordnetenhaus von Berlin 2006 traten folgende Kandidaten an:
| Name                              | Partei    | Anteil der Erststimmen |
| --------------------------------- | --------- | ---------------------- |
| Burgunde Grosse                   | SPD       | 37,9 %                 |
| Heiko Melzer                      | CDU       | 36,5 %                 |
| Kai Gersch                        | FDP       | 08,1 %                 |
| Sieglinde Müller                  | Grüne     | 06,7 %                 |
| Michael Stoeter                   | Die Linke | 04,0 %                 |
| Peter Höpner                      | WASG      | 03,9 %                 |
| Peter Rapp                        | NPD       | 02,9 %                 |
| Wahlberechtigte: 31.900 Einwohner |           |                        |
| Wahlbeteiligung: 60,2 %           |           |                        |

## Abgeordnetenhauswahl 2001
Bei der Wahl zum Abgeordnetenhaus von Berlin 2001 traten folgende Kandidaten an:
| Name                              | Partei | Anteil der Erststimmen |
| --------------------------------- | ------ | ---------------------- |
| Burgunde Grosse                   | SPD    | 40,4 %                 |
| Marcus Weichert                   | CDU    | 37,8 %                 |
| Christiane Pätzold                | FDP    | 10,8 %                 |
| Piotr Luczak                      | PDS    | 05,2 %                 |
| Sieglinde Müller                  | Grüne  | 04,1 %                 |
| Marco Seel                        | ödp    | 01,6 %                 |
| Wahlberechtigte: 31.700 Einwohner |        |                        |
| Wahlbeteiligung: 70,8 %           |        |                        |

## Abgeordnetenhauswahl 1999
Bei der Wahl zum Abgeordnetenhaus von Berlin 1999 traten folgende Kandidaten an:
| Name                              | Partei | Anteil der Erststimmen |
| --------------------------------- | ------ | ---------------------- |
| Almut Mommert                     | CDU    | 53,8 %                 |
| Ruth Mekelburg                    | SPD    | 30,9 %                 |
| Karlheinz Zesch                   | PDS    | 04,9 %                 |
| Sieglinde Müller                  | Grüne  | 03,8 %                 |
| Andrea Kronhagel                  | Graue  | 02,1 %                 |
| Jürgen Bolte                      | NPD    | 01,8 %                 |
| Wolfgang Mleczkowski              | FDP    | 01,7 %                 |
| Gunter Opitz                      | BID    | 00,5 %                 |
| Marco Seel                        | ödp    | 00,5 %                 |
| Wahlberechtigte: 31.184 Einwohner |        |                        |
| Wahlbeteiligung: 67,6 %           |        |                        |

## Abgeordnetenhauswahl 1995
Der Wahlkreisverband Spandau umfasste bei der Abgeordnetenhauswahl am 22. Oktober 1995 sechs Wahlkreise, seit 1999 sind es fünf. Ein direkter Vergleich ist daher nicht möglich.

## Bisherige Abgeordnete
Direkt gewählte Abgeordnete des Wahlkreises Spandau 4:
| Jahr | Name            | Partei | Anteil der Erststimmen |
| ---- | --------------- | ------ | ---------------------- |
| 2023 | Heiko Melzer    | CDU    | 45,3 %                 |
| 2021 | Heiko Melzer    | CDU    | 31,5 %                 |
| 2016 | Heiko Melzer    | CDU    | 30,4 %                 |
| 2011 | Heiko Melzer    | CDU    | 44,1 %                 |
| 2006 | Burgunde Grosse | SPD    | 37,9 %                 |
| 2001 | Burgunde Grosse | SPD    | 40,4 %                 |
| 1999 | Almut Mommert   | CDU    | 53,8 %                 |